# 3r Festival Internacional de Cinema de Berlín
El 3r Festival Internacional de Cinema de Berlín va tenir lloc del 18 al 28 de juny de 1953. El festival d'aquest any no es va atorgar cap premi oficial del jurat, sinó que es van atorgar premis per part del públic. Això va continuar fins que la FIAPF va concedir l'"estatus A" a Berlín el 1956.
L'Os d'Or fou atorgat a Le Salaire de la peur per votació del públic. El festival va oferir una retrospectiva sobre el cinema mut.

## Pel·lícules en competició
Les següents pel·lícules entraren en competició per l'Os d'or i l'Os de Plata:
| Títol                          | Director(s)             | País                |
| ------------------------------ | ----------------------- | ------------------- |
| Sie fanden eine Heimat         | Leopold Lindtberg       | Suïssa / Regne Unit |
| Entotsu no mieru basho         | Heinosuke Gosho         | Japó                |
| Le Salaire de la peur          | Henri-Georges Clouzot   | França / Itàlia     |
| Magia verde                    | Gian Gaspare Napolitano | Itàlia              |
| Man on a Tightrope             | Elia Kazan              | Estats Units        |
| Processo alla città            | Luigi Zampa             | Itàlia              |
| Ein Herz spielt falsch         | Rudolf Jugert           | RFA                 |
| Der Kampf der Tertia           | Erik Ode                | RFA                 |
| Les Vacances de monsieur Hulot | Jacques Tati            | França              |

## Premis
Els següents premis foren atorgats per votació popular:
- Os d'Or: Le Salaire de la peur de Henri-Georges Clouzot
- Os de Plata: Magia verde de Gian Gaspare Napolitano
- Os de Bronze: Sie fanden eine Heimat de Leopold Lindtberg